# Cal Notari (Vilassar de Dalt)
Cal Notari és una masia de Vilassar de Dalt (Maresme) protegida com a bé cultural d'interès local.

## Descripció
Edifici civil. Masia formada per baixos, pis i golfes. Està coberta per una teulada de dos vessants amb el carener paral·lel a la façana, que presenta un aspecte típic del segle xvii, i bastant ben conservat. En ella destaquen el portal rodó dovellat, les finestres del pis amb les llindes, brancals i ampits realitzats amb carreus de pedra, així com una petita capelleta que s'intercala entre elles. Les finestres de les golfes són de més petites dimensions. Cal destacar el reixat de la finestra de la planta baixa. L'interior presenta un celler a la part posterior de la planta baixa, i al seu damunt, en el primer pis, les oficines notarials. "El conjunt d'aquesta casa és interessant, perquè, pel pas de diferents notaris, conserva uns elements de fusta clàssica de força interés".(L.B.G.)
Destaca la reixa, realitzada en ferro forjat i situada al damunt d'una finestra sobre la qual hi ha inscrita la data de 1719. La reixa està formada per barres de ferro verticals i horitzontals que s'entrecreuen perpendicularment. Les barres no estan soldades en les interseccions que formen, sinó que en les verticals presenten orificis a través dels quals es fa passar a les barres horitzontals. Com a elements decoratius hi ha uns reganyols al terç superior de la reixa i uns poms ornamentals als angles.

## Història
La masia ha allotjat durant molts anys els despatxos notarials del poble, d'aqui el seu nom.